# Марзук (Ливия)
Марзук, ранее — Мурзу́к (араб. مرزق‎) — город в Ливии, столица муниципалитета Марзук. Расположен на юго-западе Ливии, в Ливийской пустыне.
Марзук — 25-й по величине город страны, с населением — 43 тысячи жителей (2005). 

## История
В древности на этих землях располагалась держава гарамантов. В 1310 году на месте Марзук была построена крепость возле оазиса. С XVI века по 1813 год отсюда правила династия Авлад Мухаммед.

## Транспорт
Через Марзук проходит транс-африканский автодорожный маршрут  шоссе Триполи-Кейптаун.

## Топографические карты
- Лист карты G-33-XX. Масштаб: 1 : 200 000. Состояние местности на 1981 год. Издание 1984 г.